# Jiří Král (youtuber)
Jiří Král (* 5. ledna 1990 Brno) je bývalý český youtuber a někdejší účastník reality show televize Nova Farma (2012).

## Životopis
Vystudoval střední školu v Brně, v roce 2009 se odstěhoval do Prahy, kde pracoval v Tiscali Media jako administrátor reklamního prostoru.
V létě 2012 absolvoval reality show Farma na TV Nova. Po odchodu z reality show se vrátil do své původní práce v Tiscali a založil si profil na YouTube. Tam nejprve umístil video ze zákulisí Farmy, poté se začal věnovat natáčení videí let's play, ale i spotů ze svého života. V únoru 2015 odešel z práce, aby se mohl věnovat pouze svým aktivitám.

### Rodina
Jeho manželkou je od 27. srpna 2020 cestovatelka a blogerka Karolína Králová (rozená Benešová), vystupující pod přezdívkou Little Kao (či jen Kao).
Jeho sestra, Kateřina Kvapilíková (rozená Králová), provozuje youtube kanál Svět podle Katky.
Jeho bratr Petr Král je marketingový odborník, který Jirkovi pomáhal v začátcích youtuberské kariéry, režíroval a natáčel také dokument Byl jsem Youtuber.
Jeho druhý bratr je Tomáš Král, který působí jako operní pěvec.
Začátkem roku 2022 oznámil, že se svou ženou Karolínou čekají svého prvního potomka.
Syn David se narodil 12. června téhož roku. Dne 27. září 2023 se pak narodila dvojčata Lukáš a Jakub.

### Tvorba
V roce 2015 patřil mezi nejznámější české youtubery, měl přes 490 tisíc odběratelů na YouTube, jeho videa měla měsíčně přes 5 milionů zhlédnutí, dle vlastních slov vydělával vyšší desítky tisíc korun za měsíc a třikrát až čtyřikrát více než ve své předchozí práci. Videa točil denně, za měsíc vytvořil až 30 videí, z nichž byla dvě až tři reklamní. Byl aktivní i na dalších sociálních sítích – v polovině roku 2015 měl na Facebooku 160 tisíc fanoušků, na Twitteru 25 tisíc followerů a na Instagram přes 63 tisíc.
V listopadu 2015 uspořádal charitativní 24hodinový stream, při němž vybral pro Dětskou nemocnici v Brně 307 724 Kč. V plánu měl vybrat prostředky na dva přístroje v hodnotě 80 000 Kč. Přenos zaznamenal dohromady 735 tisíc zhlédnutí, v jednu chvíli se na něj dívalo skoro 20 tisíc lidí. V září 2016 akci zopakoval a během 700 minut se podařilo vybrat na Masarykův onkologický ústav 475 000 Kč. Onkologický ústav zvolil proto, že se tam dříve léčila jeho matka. O rok později už to bylo pro stejnou nemocnici 732 000 Kč, tentokrát během 11hodinového streamu.
Od 16. listopadu 2016 provozoval v obchodním domě Kotva Zetko v Kotvě, což byla kavárna, herna s herními konzolemi Xbox One, nahrávací studio a prodejna vlastních propagačních materiálů a propagačních materiálů dalších vybraných youtuberů. Zetko v Kotvě provozoval společně se svým bratrem Petrem pod hlavičkou společné firmy Blue Milk. Interiér prostor navrhovala architektka Nikola Netušilová. Od zahájení provozu Zetka v Kotvě a dokončení nahrávacího studia Jiří naprostou většinu studiových videí nahrával v tomto studiu. Od ledna 2020 je Zetko uzavřené.
Pod hlavičkou firmy Blue Milk od května 2016 také vydává měsíčník Jirka: komiks Jirky Krále. V roce 2018 soubor 35 příběhů vyšel i knižně.
V březnu 2018 spustil společně s firmou Avast vzdělávací program pro žáky základních škol s názvem Buď safe online, který učí děti, jak se chovat bezpečně na internetu a sociálních sítích.
Dne 11. února 2018 dosáhl hranice 1 milionu odběratelů. Dne 29. srpna 2018 vydal na YouTube trailer k dokumentu Byl jsem Youtuber. Dokument byl vysílán živě 2. září 2018 a v jeden moment ho živě sledovalo téměř 50 tisíc diváků, což je vůbec největší sledovanost živého přenosu na českém YouTube. Video, nadále dostupné veřejnosti, mělo za první den od vydání přes 1 milion přehrání. Dokument posloužil jako poděkování za překročení hranice 1 milionu odběratelů. V dokumentu Jiří Král současně odhalil, že na YouTube oficiálně končí, ale na Instagramu zůstává aktivní.